# Zack Martin
Zachary Edward Martin (* 20. November 1990 in Indianapolis, Indiana) ist ein ehemaliger US-amerikanischer American-Football-Spieler auf der Position des Guards. Er spielte elf Jahre lang bei den Dallas Cowboys in der National Football League (NFL).

## College
Martin, in der Highschool auch ein talentierter Leichtathlet, hatte Angebote von mehreren Universitäten, entschied sich für die University of Notre Dame und spielte für deren Mannschaft, die Fighting Irish, auf der Position des linken Tackles erfolgreich College Football. Zwischen 2010 und 2013 bestritt er insgesamt 52 Spiele, allesamt als Starter. Teamkollege war auch sein jüngerer Bruder Nick, der von 2016 bis 2020 bei den Houston Texans als Center unter Vertrag stand und insgesamt sieben Jahre in der NFL spielte.

## NFL
Beim NFL Draft 2014 wurde er in der 1. Runde als insgesamt 16. Spieler von den Dallas Cowboys ausgewählt und konnte sich in diesem Team sofort etablieren. Bereits in seinem Rookiejahr lief er in allen Spielen als rechter Starting-Guard auf. Er ist wesentlicher Bestandteil der überaus erfolgreichen Offensive Line der Cowboys, die konstant gute Leistungen bringt und durch ihre hervorragende Blockarbeit das erfolgreiche Laufspiel der unterschiedliche Runningbacks überhaupt erst ermöglicht. So konnten 2014 DeMarco Murray, 2015 Darren McFadden und 2016 Ezekiel Elliott jeweils mehr als 1000 Yards erlaufen.
2017 verlängerten die Cowboys seinen Vertrag um zwei weitere Jahre. Im Juni 2018 unterschrieb er eine Vertragsverlängerung um sechs Jahre im Wert von 84 Millionen US-Dollar.
In neun seiner elf Spielzeiten in der NFL wurde Martin in den Pro Bowl berufen, zudem wurde er sieben Mal in das All-Pro-Team gewählt. Nach der Saison 2024 gab er im Februar 2025 sein Karriereende bekannt.

## Persönliches
Sein jüngerer Bruder Nick Martin spielte ebenfalls Football in der NFL. Martins Ehefrau ist die Schwester vom American-Football-Spieler Tyler Eifert.